# Cantá
Cantá is een gemeente in de Braziliaanse deelstaat Roraima. De gemeente telt 11.942 inwoners (schatting 2009).
De gemeente grenst aan Boa Vista, Bonfim, Caracaraí, Iracema en Mucajaí.